# 沃尔特·艾利森·菲利普斯
沃尔特·艾利森·菲利普斯（1864年10月21日—1950年10月28日）是一位英国战地记者和历史学家，都柏林三一學院教授，专攻19世纪的欧洲历史，主要作品有《希腊独立战争：1821-1833》（The War of Greek Independence, 1821 to 1833，1897年）等。